# 운수대통
《운수대통》은 한국에서 제작된 심우섭 감독의 1975년 영화이다. 배삼룡 등이 주연으로 출연하였고 신태선 등이 제작에 참여하였다.

## 출연

### 주연
- 배삼룡
- 이기동
- 양훈
- 구봉서